# Christoph Spinner
Christoph Daniel Spinner (* April 1984 in Offenburg) ist ein deutscher Mediziner.

## Leben und Wirken
Christoph Daniel Spinner studierte zwischen 2003 und 2010 Medizin an der Albert-Ludwigs-Universität Freiburg, in Kapstadt und Zürich. Von 2006 bis 2010 war er Stipendiat der Friedrich-Naumann-Stiftung für die Freiheit und promovierte gleichzeitig bei Hubert Blum über die Charakterisierung der Funktion der Hepatitis-B Virus Polymerase im Transfektions- und Infektionsmodell an der Universität Freiburg. 2015 wurde er Facharzt für Innere Medizin. Von 2010 bis zu seiner Habilitation 2017 über Neue Aspekte zur Prävention und Therapie der HIV-Infektion arbeitete er als Assistenzarzt am Klinikum rechts der Isar der Technische Universität München. Danach wurde er Oberarzt und ab 2019 Chief Medical Information Officer. 2022 wurde er Leiter der Stabsstelle Medizin und Strategie in der ärztlichen Direktion am Klinkum rechts der Isar. Zwischen 2020 und 2023 erwarb er einen Master of Business Administration an der Technische Universität München und der Hochschule St. Gallen. 2023 wurde er Außerplanmäßiger Professor.
Daneben ist Spinner Mitglied im Vorstand der Deutschen AIDS-Gesellschaft. Seit 20. Januar 2021 ist er Corona-Experte im BR-Podcast IQ – Wissenschaft und Forschung, der auch jeden Dienstag in Bayern 2 gesendet wird.

## Bücher
- Christoph D. Spinner, L. Gürtler, W. Jilg, J. Schneider, F.-W. Tiller: Infektionskrankheiten von A bis Z, Ecomed Verlag, 1. Auflage 2023, ISBN 978-3-609-63337-4